# Curierul de Iași
Curierul de Iași (pe frontispiciul gazetei: Curierul de Iassi) a fost o gazetă politică, apărută la Iași din 31 martie 1868 până în septembrie 1884, mai întâi săptămânal, de la 5 octombrie 1869 de două ori pe săptămână, din iulie 1870 de trei ori pe săptămână, sub redacția lui Th. Balassan, Ioniță Scipione Bădescu și din mai 1876 (alte date: iunie 1876) a lui Mihai Eminescu. La Curierul de Iași, Eminescu a avut însărcinarea de redactor-administrator.În aprilie 1874, la Curierul de Iași este adăugat subtitlul "Foaia publicațiilor oficiale din resortul Curții Apelative  din Iași", probabil în scopul obținerii unor subvenții de la Primăria orașului, publicând rezumatele discuțiilor din ședințele Curții Apelative.

## Publicații în gazetă
În Curierul de Iași au fost publicate colaborări literare cum sunt: nuvele de Nicolae Gane, Ion Slavici, versuri de Th. (Theodor) Șerbănescu, Ștefan Vârgolici, dar și știri sumare despre ședințele Junimii, mici cronici teatrale. Ștefan Vârgolici (Șt. G. Vârgolici) a fost coproprietar al gazetei. Au publicat scrieri literare scriitori din cercul Junimii, proză de Ion Creangă, versuri de Vasile Alecsandri etc. În rubricile aferente părții neoficiale, Mihai Eminescu publică articole politice, economice, istorice sociale, scrieri referitoare la instrucțiunea publică, dar și lucrări literare: La aniversară (iulie 1875), nuvela Cezara, apărută în 6 august 1876 și retipărită în serial foiletonistic în numerele gazetei din 11, 13, 15 și 18 august 1876. Cezara este o nuvelă romantică, dar și fantastico-filozofică. În 12 august 1877, Mihai Eminescu publică articolul „Observații critice”, în care ia apărarea manualului de logică al lui Titu Maiorescu, intitulat: Logica. Partea I: logica elementară. Dintre articolele politice este de remarcat articolul „Idealul unității politice a românilor” (noiembrie 1876) în care poetul scrie: „Idealul românilor din părțile Daciei lui Traian este menținerea unității reale a limbii strămoșești și a bisericii naționale...”
În gazetă sunt publicate note și articole referitoare la organizarea și desfășurarea serbării de la Putna (1871) și despre activitatea Societății Academice "România jună" din Viena. La mijlocul anului 1877, Mihai Eminescu abandonează munca de redactor, iar din noiembrie 1877 începe să lucreze ca redactor la Timpul.
Același titlu, Curierul de Iași, aparține publicației bilunare apărută la Iași între decembrie 1992 și decembrie 1993.